# Lia (韓國歌手)
崔智壽（： Choi Ji-su，2000年7月21日—），藝名Lia（： Lia）是韓國女歌手，为JYP娛樂旗下女子團體ITZY成員，在隊內擔任主唱。

## 經歷

### 出道前
崔智壽出生於仁川廣域市延壽區，家族為海州崔氏。小學在加拿大多倫多留學3年，當時使用「Julia」為英文名字。出身自英國北倫敦國際學校濟州分校，曾苦惱該去美國或英國留學。擔任過弦樂樂隊小提琴成員，也是游泳、潛水、體操校隊和舞台劇成員。
小學畢業後通過SM娛樂在加拿大舉辦的全球試鏡，曾有過短暫的練習生生活，當時因遭到家人反對而退社。
其後考進首爾公演藝術高中後，成為JYP娛樂練習生並擔任ITZY的主唱。

### 2019年：出道
2019年1月20日，ITZY官方網站開啟，官方YouTube頻道上傳預告影片並公開新女團團名及成員，Lia為成員之一。
2019年1月29日，上午12點發布Lia預告照。

### 出道後
2023年11月17日，Lia在ITZY instagram 上面發佈了親筆信，因患有焦慮症，所以決定不參與2024年1月回歸專輯和世巡，並進行休養。截至2024年2月12日，Lia缺席ITZY的5週年慶祝活動。並於2024年短暫出席ITZY首爾場世巡。

## 音樂作品

### 原聲帶
| 日期           | 電視劇              | 歌名                |
| 2022年1月3日   | 《衣袖紅鑲邊》      | Always be your star |
| 2022年12月18日 | 《還魂：光與影》    | Blue Flower         |
| 2023年5月26日  | 《浪漫醫生金師傅3》 | One Hundred Love    |

## 外部連結
- Lia的Instagram帳戶

 维基共享资源上的相關多媒體資源：Lia